# 蔦松堡
蔦松堡，是台灣中南部自清治時期至日治初期的一個行政區劃，其範圍包括今雲林縣的水林鄉南部及嘉義縣的東石鄉北部。
蔦松堡西邊瀕臨台灣海峽，北邊為尖山堡、大槺榔東頂堡，東南邊為大槺榔西堡，南邊為大坵田西堡。

## 管轄街庄
蔦松堡共轄10個庄：
- 今水林鄉境內：頂蔦松庄、欍仔埔庄、蕃薯厝庄、後藔庄、溪墘厝庄
- 今東石鄉境內：鰲皷庄、蚶仔藔庄、溪仔下庄、頂揖仔藔庄、下揖仔藔庄